# L'Absence (Tendre Banlieue)
Pour les articles homonymes, voir L'Absence.
L'Absence est le dix-neuvième tome de la série de bande dessinée Tendre Banlieue.
- Scénario, dessins et couleurs : Tito

## Synopsis
La thématique abordée est celle d'un parent en prison, surtout de par son impact sur ceux qui vivent en étant obligés de se passer de cette personne.
Le personnage principal est Alexandre, un nouveau au collège. Après avoir dû déménager plusieurs fois, il tentera de cacher à ses nouveaux camarades que son père et en prison. Mais à chaque essai, ses mensonges le feront souffrir tant à cause des autres élèves qu'à cause de sa famille qui lui en veut d'ignorer son père.